# Château de Sainte-Maure-de-Touraine
Ne doit pas être confondu avec Château de Sainte-Maure.
Le château de Saint-Maure-de-Touraine, également connu sous le nom de château des Rohan,, est construit au cours du XVe siècle, à Sainte-Maure-de-Touraine, en Indre-et-Loire. Il est fondé par Foulques III d'Anjou vers 990.
L'édifice fait l'objet d'une inscription sur l'inventaire supplémentaire des monuments historiques en 1926. Sa tour d'entrée est inscrite en 1936.
Il abrite actuellement une maison du patrimoine.

## Contexte géographique
| - OpenStreetMap Plan au sol du château et de son environnement urbain. |

Le château est situé dans le centre historique de Sainte-Maure-de-Touraine, une commune faisant partie de l'arrondissement de Chinon, dans le département d'Indre-et-Loire, en région Centre-Val de Loire,,. L'ancienne forteresse occupe, avec l'église Sainte-Maure-Sainte-Britte, disposée à environ 50 m en axe sud-ouest, un promontoire de forme circulaire en forme de vaste « mamellon », le tout entouré d'espaces bâtis à flanc de coteaux,,,.
Le promontoire sur lequel a été bâti le château est affecté d'un relief relativement nivelé. Le château, dont le logis seigneurial trouve son emplacement sur le point le plus haut du promontoire, surplombe la vallée de la Manse.

## Historique

### Moyen Âge

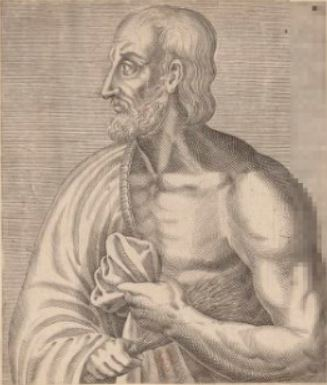
Foulques Nerra, fondateur du château.

Avant l'an mil, aux environs de 990, sous l'impulsion du comte d'Anjou Foulques III d'Anjou, un donjon conçu en bois est érigé sur le promontoire de Sainte-Maure-en-Touraine,,. Une forteresse construite en pierres, similaire à celles de Langeais ou encore de Montbazon, succède quelque temps après à ce premier édifice.
Au début du XIIIe siècle, en 1203, le bâtiment fortifié fait l'objet d'une destruction. Cet événement serait probablement le fait de Guillaume des Roches, ayant alors agi sur ordre du roi d'Angleterre Jean sans Terre. Girard d’Athée, également vassal du monarque anglais, est chargé, quant à lui, d'emprisonner ceux ayant été en rupture de ban.
- Dans la première moitié des années 1210, de 1212 à 1215, Guillaume de Pressigny (Guillaume II comme « seigneur du château et de la terre de Sainte-Maure » ; Guillaume Ier comme sire de Pressigny, attesté depuis 1190 et † après 1209), gendre de Guillaume Ier de Sainte-Maure[12] et rallié au camp de Philippe Auguste[11], fait rebâtir le château[10]. Il construit aussi le château du Grand-Pressigny. Son beau-père Guillaume Ier de Sainte-Maure, né vers 1130/1135 et † vers 1205/1209, père d'Avoye/Avoise/Hawise, était l'héritier de la première famille châtelaine/seigneuriale de Sainte-Maure[13],[14],[15],[16]

Guillaume de Pressigny et sa femme Avoye/Avoise de Ste-Maure (née vers 1155/1165 ; mariée vers 1170/1180), ont comme enfants : Hugues, chanoine de St-Martin de Tours et prieur de Loches, Aremburge/Aremberge, Garcie, Pétronille, Domitia, et :
- Guillaume III  ou II († vers 1218/1223 sans postérité ; Guillaume III de Ste-Maure et II de Pressigny), puis son frère cadet - Josbert Ier, né vers 1175/1185 ou 1190 et † après 1245, fl. entre 1223 et 1229, croisé en 1229, seigneur de Pressigny/Précigny, Sainte-Maure, Nouâtre et Bridoré, mari d'Agnès, sans doute fille de Jean IV de Vendôme. Josbert et sa femme Agnès de Vendôme sont parents de : Josbert (chancelier de Saint-Martin de Tours en 1245), Renaud (très probablement le maréchal Renaud de Précigny, † 1270 en Tunisie dans la dernière croisade de Saint Louis : d'où la famille des Regnault de Précigny, sires de Laleu et Marans), et leur frère aîné :
- Guillaume IV ou III, (vers 1215/1225-1271), fl. à partir de 1230, sans doute croisé avec Louis IX à Tunis en 1270, † 1271. Guillaume IV prend pour femme Jeanne de Rancon (vers 1220-† 1302 ; fille de Geoffroy IV ou V de Rancon et de Jeanne Maingot de Surgères vicomtesse d'Aulnay ; dame de Marcillac : un fief des Rancon, comme Taillebourg ; sœur d'Amable de Rancon, dame de Taillebourg et femme de Guillaume V de Parthenay).

Les enfants de Guillaume IV-III et Jeanne de Rancon de Marcillac sont : Pierre (Ier) († après 1328), mari de Mahaut/Mathilde († vers 1328/1334), sire de Montgaug(i)er, souche de la branche des Sainte-Maure, comtes de Joigny et de Jonzac, marquis de Nesle et de Montgauger, ducs de Montausier ; Isabeau de Sainte-Maure, femme de Philippe de Prie de Buzançais de Montpoupon ; et l'aîné :
- Guillaume V ou IV dit le Valet, né vers 1235/1245 ou 1250 et † vers 1296/1300, fl. 1270-1274, qui épouse 1° 1270 Isabelle fille de Jean Ier de Berrie d'Amboise, et 2° vers 1274 Agnès de Pons veuve de Savari IV de Thouars.
- Le fils de Guillaume V et d'Isabelle d'Amboise est - Guillaume VI-V dit le Valet (né vers 1270/1271-† vers 1290/1300 ; souvent confondu avec son père Guillaume, mais l'historien Arthur Bertrand de Broussillon a bien distingué les deux), mari vers 1288/1290 d'Alix/Aaliz, fille de Savary IV de Thouars et d'Agnès de Pons ci-dessus  et † avant 1315 :
- la fille héritière de Guillaume VI et d'Aaliz de Thouars, - Isabelle/Isabeau (vers 1285/1290-† 1310) dame de Ste-Maure, Pressigny/Précigny, Nouâtre, Marcillac, Ferrière-Larçon[17], Verneuil-sur-Indre, transmet ses fiefs à son mari Amaury III de Craon, épousé en 1300/1301, et à leur fils - Maurice VI ou VII de Craon (vers 1304-† 1330).

Au cours du XIVe siècle, Amaury III de Craon (né vers 1280-† 1333), alors propriétaire de la forteresse, entreprend une campagne de reconstruction. Durant cette période, l'enceinte du château est adjointe de courtines et de tours. Aux environs de l'an 1370, le connétable Bertrand du Guesclin aurait fait expulser un contingent de mercenaires ayant investi la forteresse.
Les Craon possédaient toujours Sainte-Maure : après - Amaury IV (1326-† le 30 mai 1373 sans postérité légitime), fils de Maurice VI-VII de Craon et de cMarguerite de Mello-Saint-Bris dame de Jarnac, Châteauneuf et Sainte-Hermine, succèdent sa sœur Isabelle/Isabeau de Craon, puis en 1376 leur nièce :
- Jeanne de Montbazon (fille de Renaud seigneur de Montbazon, Savonnières, Montsoreau, Villandry/Co(u)lombiers, Le Brandon, Marnes et Moncontour, et de Jeanne/Aléonor de Craon, la sœur cadette d'Amaury IV et d'Isabeau de Craon). Or Jeanne de Montbazon épouse en 1372 un cousin germain de sa mère, Guillaume II de Craon (vers 1345-1410 ; Guillaume VII de Ste-Maure), vicomte de Châteaudun et sire de Marcillac, et elle lui transmet Sainte-Maure, le Grand-Pressigny, Nouâtre, Ferrière et Verneuil, Jarnac et Châteauneuf-sur-Charente, Montbazon, Savonnières, Montsoreau, Villandry, Le Brandon, Marnes et Moncontour.
- Trois des enfants de Jeanne et Guillaume II auront Sainte-Maure : les deux vicomtes de Châteaudun - Guillaume III de Craon (Guillaume VIII de Sainte-Maure ; † sans postérité aux alentours de 1400) puis son frère cadet - Jean de Craon (Grand échanson de France en 1413, tué en 1415 à Azincourt, sans postérité), enfin leur sœur héritière - Marguerite de Craon, dame de Sainte-Maure et Nouâtre, Marcillac, Châteauneuf-sur-Charente, Montbazon et Le Brandon (les autres fiefs, notamment Pressigny, Montsoreau, Villandry/Colombiers et Jarnac, vont à sa sœur cadette Marie de Craon, femme de Louis Ier Chabot, seigneur de La Grève).

Marguerite de Craon, née vers 1370, épouse en 1395 Guy VIII de La Rochefoucauld (~1355-~1428) : Sainte-Maure, Nouâtre, Montbazon et Le Brandon passent à leur fils cadet - Aymar de La Rochefoucauld († aux alentours de 1460 ; x Jeanne de Martreuil dame de Hérisson-en-Gâtine), et successivement à trois des enfants de ce dernier, - Jean († 1465), puis - Françoise (x Jean d'Estouteville de Torcy, prévôt de Paris en 1446, Maître des Arbalétriers de France en 1449), enfin - Jeanne de La Rochefoucauld († vers 1500). Laquelle épouse Jean du Fou, Grand-bouteiller en 1470, bailli de Touraine : leur fille - Renée du Fou est la femme de 1° 1482 Louis III de Rohan-Guémené († 1498), puis 2° Guillaume de La Marck († 1516). Ses descendants Rohan-Guémené sont comtes (1547, Louis VI) puis ducs de Montbazon (1588, Louis VII ; avec Sainte-Maure, Nouâtre, Le Brandon et La Haye).
Le milieu du XVe siècle est à nouveau marqué par d'importants travaux de reconstruction. Entre 1436 et 1455, Aymar III de La Rochefoucauld fait notamment bâtir des tours polygonales. Le château prend alors son aspect quasi-définitif.

### Époque moderne
Durant l'époque moderne, jusqu'aux événements de la Révolution française, plusieurs maisons féodales détiennent successivement la propriété fortifiée, par mariage ou lien du sang : les d'Estouteville, la maison du Fou, les de La Marck, et enfin la famille de Rohan-Guéméné,. La plupart des seigneurs de Sainte-Maure-de-Touraine ne demeurent que très rarement dans l'enceinte du château et seuls Louis III et Hercule-Mériadec de Rohan-Guéméné y meurent.
En 1560, le roi François II et sa femme Marie Stuart, séjournent au sein de la forteresse.
En 1605, Philippe Duplessis-Mornay y rencontre Henri IV. En 1619, dans le cadre du traité de paix avec son fils Louis XIII, la reine-mère Marie de Médicis se déplace jusqu'à la forteresse de Sainte-Maure, avant d'aller au château de Couzières, dans la paroisse de Veigné, lieu officiel de la « réconciliation ». En date du 8 juillet 1661, Louis XIV de retour de Saint-Jean de Luz, lieu où il venait de signer un traité, et accompagné de son épouse Marie-Thérèse d'Autriche, fait étape au château de Sainte-Maure. Lors de ce court séjour, le roi amnistie l'ensemble des prisonniers incarcérés dans les gêoles du château.

### Époque contemporaine
En 1836, le logis seigneurial sert de locaux pour la gendarmerie. En 1838, la municipalité de Sainte-Maure-de-Touraine fait l'acquisition du château pour un montant s'élevant à 8 000 francs. La commune entreprend alors des travaux afin d'y aménager les classes de maternelles et de primaires des garçons. Le château sert ainsi d'école de 1848 jusqu'en 1968.
Le 12 novembre 1926, le château bénéficie d'une inscription sur l'inventaire supplémentaire des monuments historiques. En date du 30 juin 1936, la tour d'entrée fortifiée fait l'objet d'une inscription.

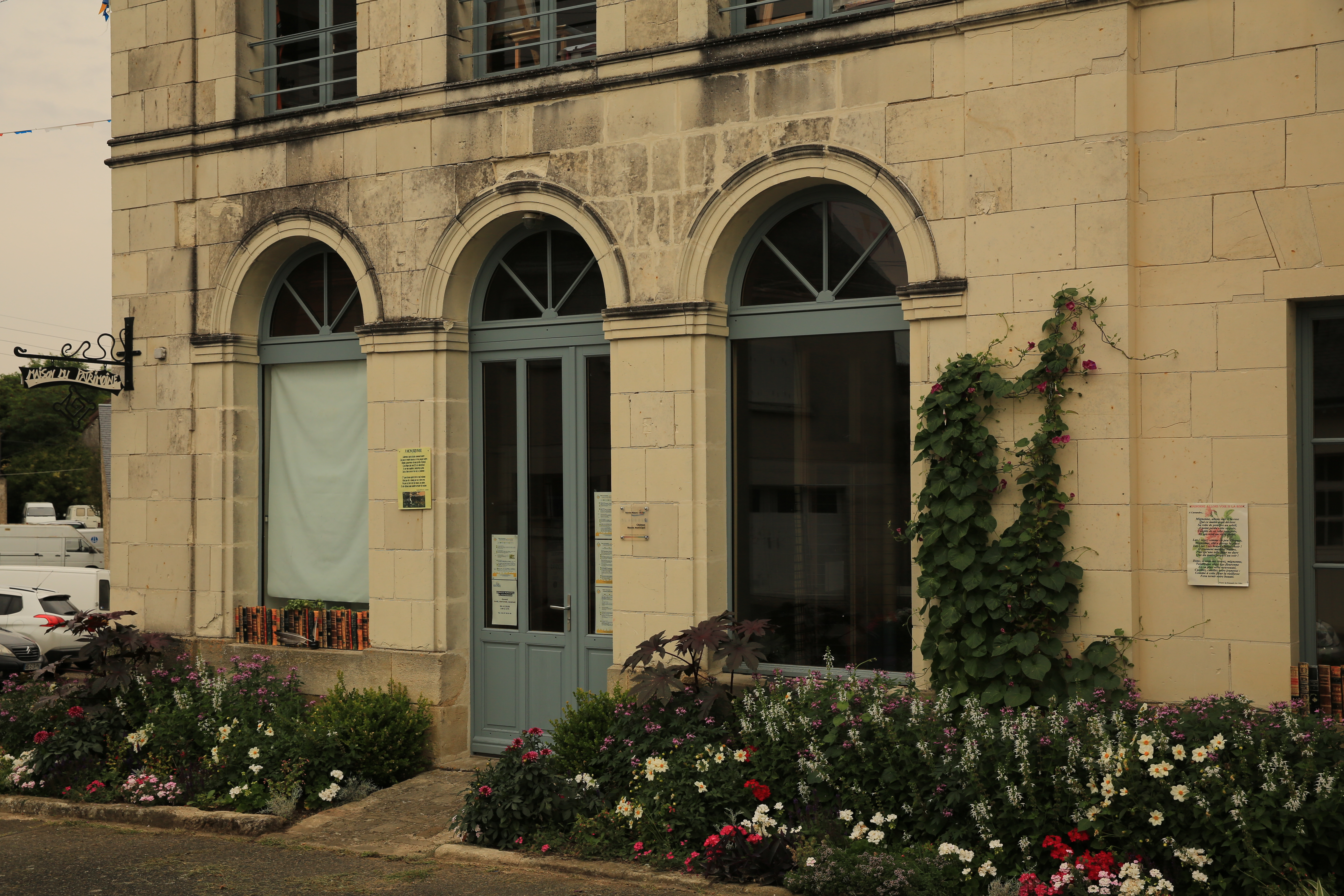
La maison du patrimoine.

Dans la seconde moitié des années 1970, trois des salles situées au rez-de-chaussée sont aménagées pour abriter un musée. Ce musée comporte une collection de documents et de pièces ayant trait à l'histoire communale, une collection de fossiles et de minéraux ; ainsi que des objets d'art et d'autres de « traditions populaires »,. Le musée, administré par des employés de l'office du tourisme, accueille en 1995 une collection d'artefacts en céramique. Le musée est transformé en maison du patrimoine et un projet mettant en lumière des expositions temporaires est initié dans les années 2010.
Une maison du patrimoine occupera ultérieurement l'intérieur du château.

## Architecture et description

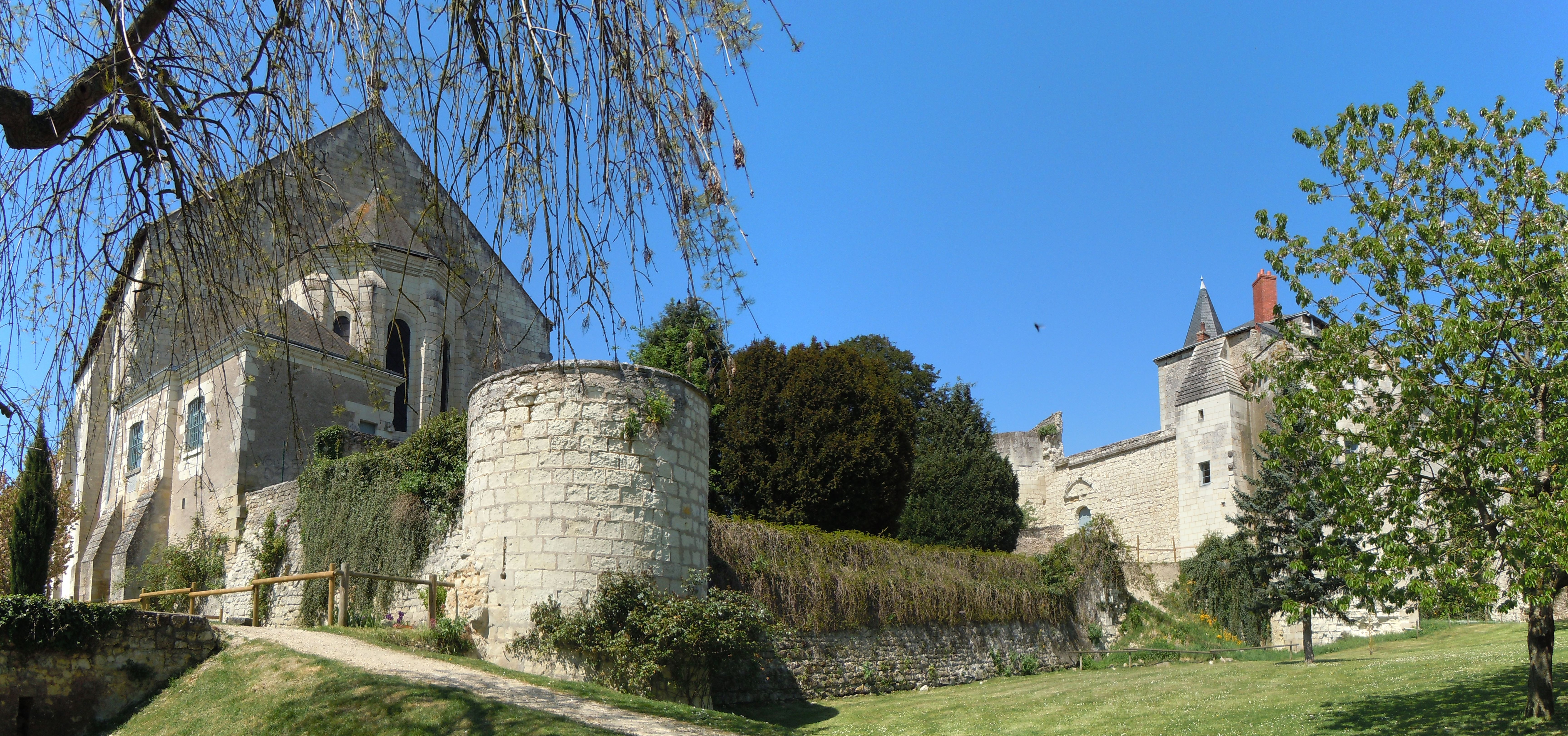
Courtine et tour circulaire, l'église Sainte-Maure-Sainte-Britte, à gauche, adossée au mur d'enceinte du château.

Dans sa première phase de construction, vers la fin du Xe siècle, le château de Sainte-Maure consistait en un donjon bâti en bois. Cette structure en bois est substituée à un bâtiment constitué de pierres et à plan carré. Durant la même période le château est fortifié au moyen d'un mur d'enceinte formé d'une palissade doublé d'un fossé. Dans la seconde moitié du XIe siècle, peu après l'an 1050, un domicilium est construit dans l'enceinte du château. Pour Marcel Deyres, il est probable que la crypte de l'église Sainte-Maure-Sainte-Britte ait eu pour première destination de servir de Grande Salle du domicilium, situé en lieu et place du chœur actuel. De même, il est possible, dans le cadre d'un premier programme de construction, que la nef de cette église ait été vouée à devenir le rez-de-chaussée du domicilium. La construction du domicilium, antérieure à celle du logis seigneurial, ne sera jamais menée à terme.
Après le démantèlement du château fait de pierres, au XIIIe siècle, une autre phase de reconstruction voit le jour au bas Moyen Âge. De cette période, le XIVe siècle, plusieurs éléments sont encore existants. Le mur du logis seigneurial dirigé vers l'est, protégé, à l'une de ses extrémités, par une tour à plan carré subsiste. De même, le mur d'enceinte du côté midi défendu par une tour à plan semi-circulaire est encore en place. Enfin, les vestiges de cette troisième phase de construction comprennent également une tour circulaire et partiellement arasée ainsi que la tour d'entrée fortifiée. En 1696, un document rédigé par Froger de la Carlière, inspecteur général des possessions du seigneur de Sainte-Maure-de-Touraine (Charles Ier de Rohan), renseigne sur l'ensemble de forteresse et son environnement immédiat : « Le chasteau consiste en plusieurs bâtiments entourés de vieux murs au-delà desquels sont deux jardins du costé de l'église du dit Sainte-Maure et un troisième du costé de l'Orient qui servait cy-devant de jeu de paume au costé duquel il y a un espace vide appelé « La Douve » qui est des dépendances du dit chasteau ». Sur l'ensemble des bâtiments inventoriés à la fin du XVIIe siècle, il ne reste que le corps de logis.
L'accès au château est réalisée par une tour d'entrée. Cette tour présente un plan au sol carré. Le couronnement de l'ouvrage fortifié n'existe plus. La tour était pourvue d'un pont-levis. Les saignées qui recevaient les flèches des deux bras leviers subsistent à l'aplomb de la porte. Une salle, aménagée à l'étage de la tour, surmonte le portail d'accès.
Une voie publique, aménagée dans la première moitié du XIXe siècle, traverse la cour du château.
Le corps de logis comporte deux étages. Toutefois, l'observation du mur sud laisse suggérer l'existence d'un étage « aveugle » (non percé de fenêtre) et qui aurait possiblement abrité les caves, des remises ou encore des geôles. L'ancienne toiture du logis présentait deux versants formant un angle aigu.
Deux tours à plan polygonal sont venues flanquer le corps principal du logis au XVe siècle. Ces deux tours, érigées durant la quatrième phase de construction, renferment chacune un escalier à vis. Une seule des deux tours, celle située au sud, a subsisté après les travaux d'installation de l'école réalisés durant le XIXe siècle.

Aperçus du château
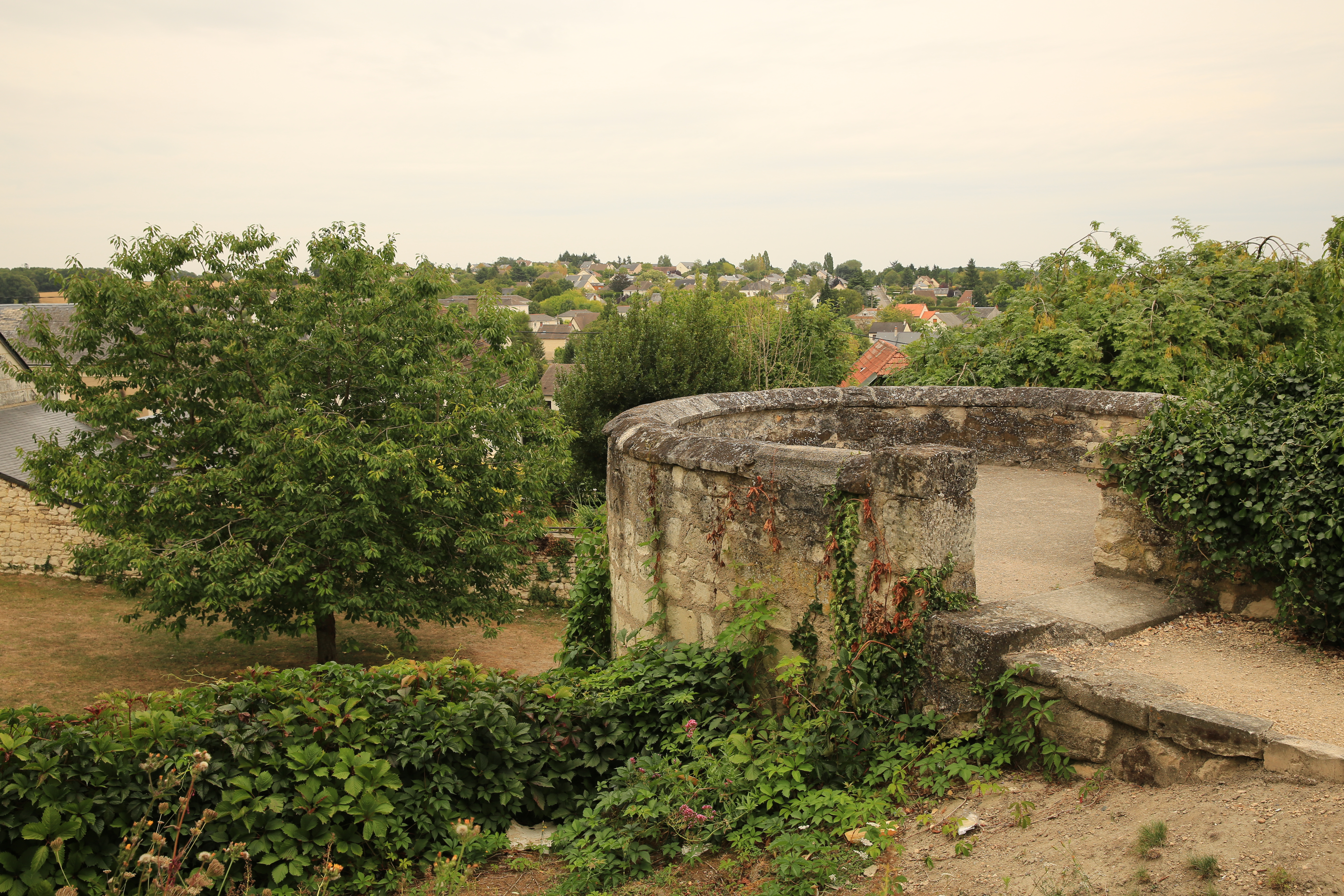
Tour demi-circulaire.
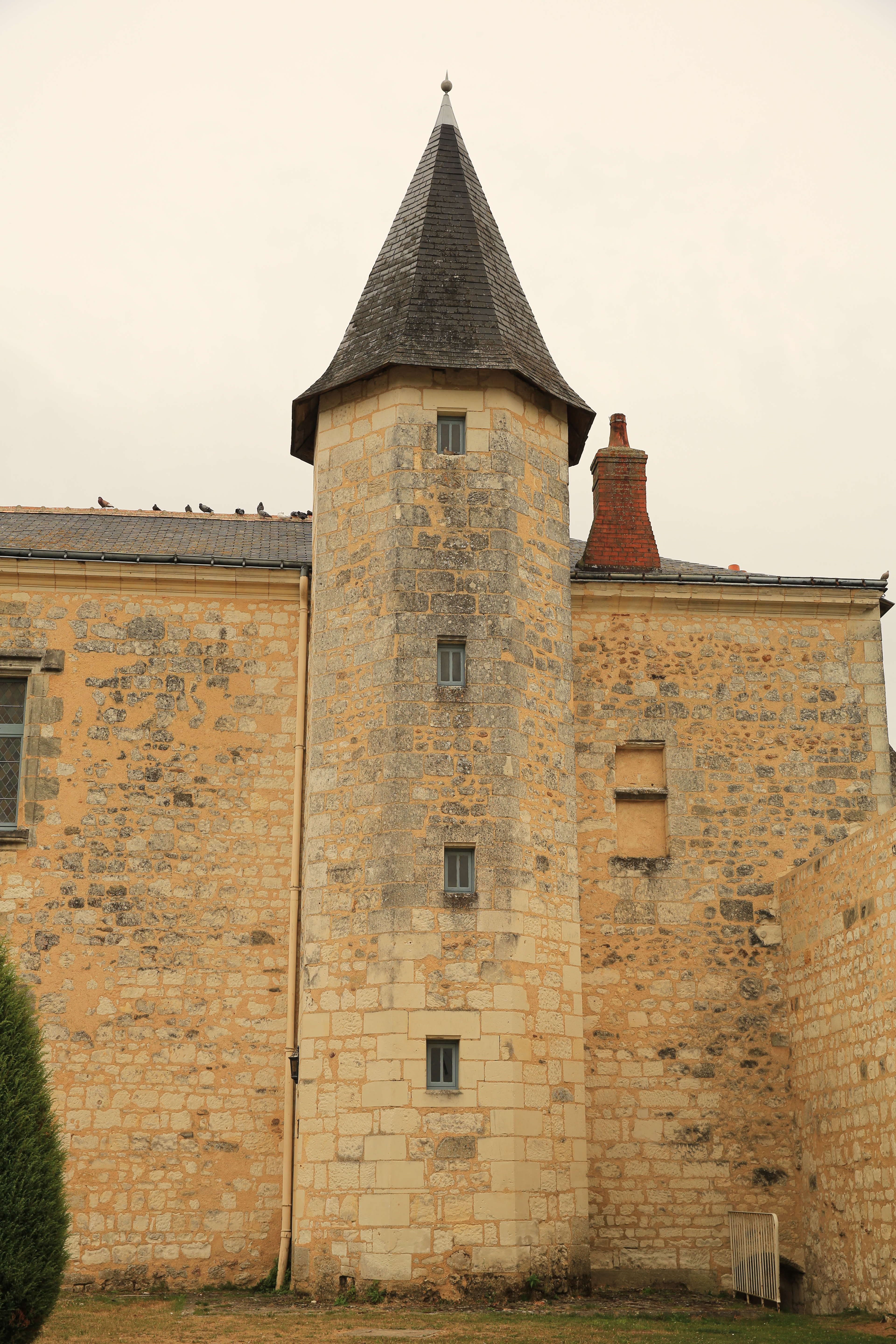
Tour polygonale.
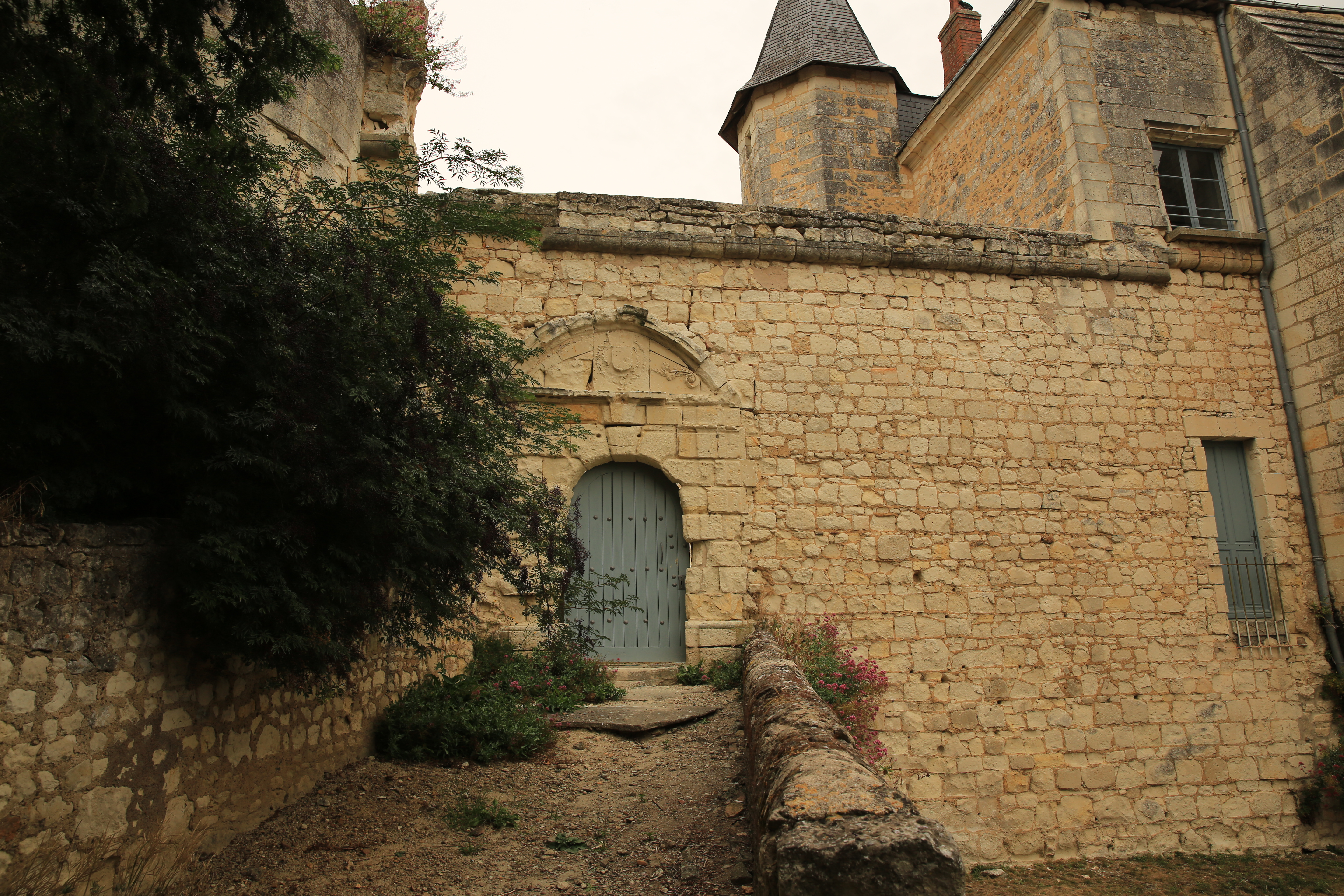
Façade.
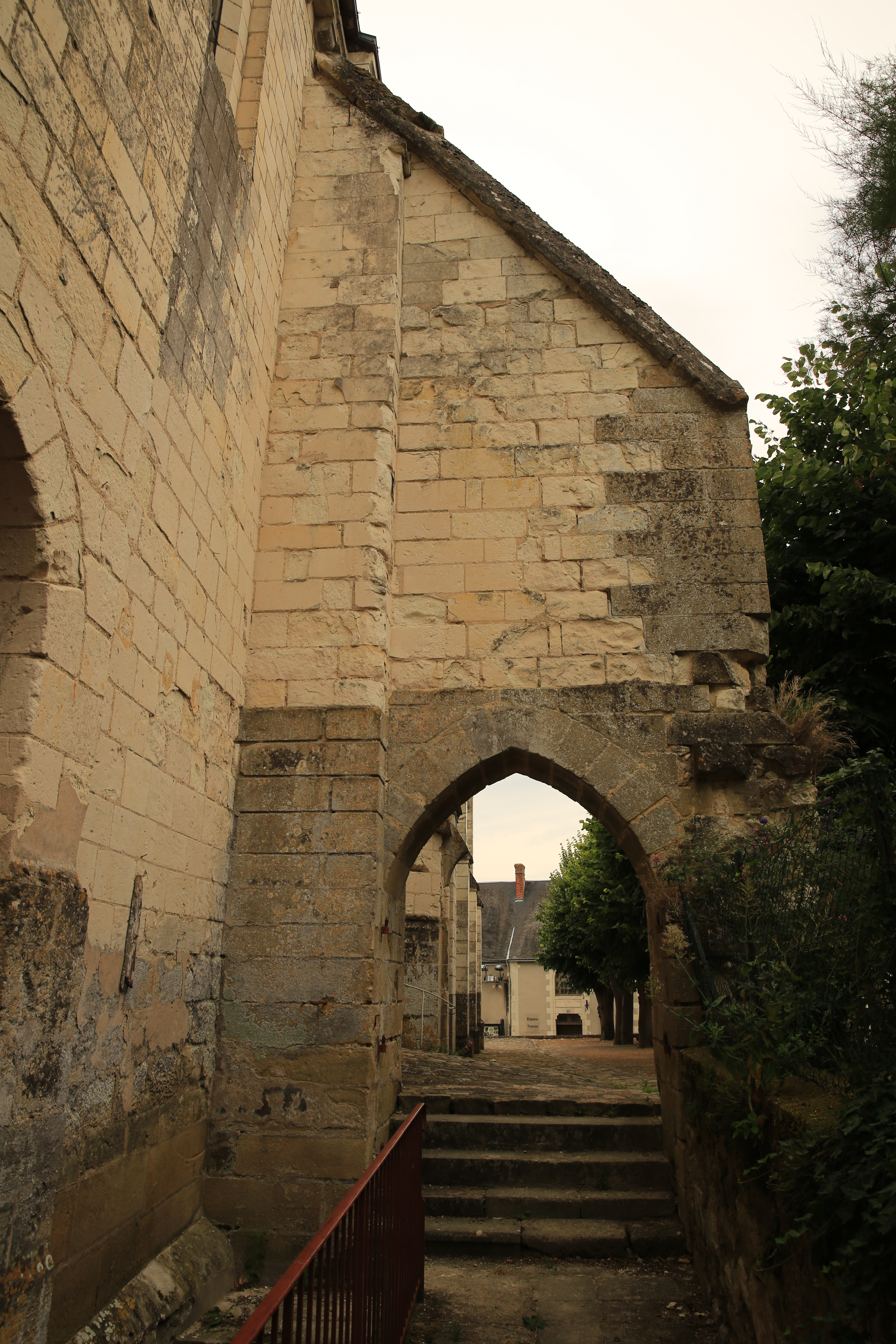
Mur d'enceinte (à droite).
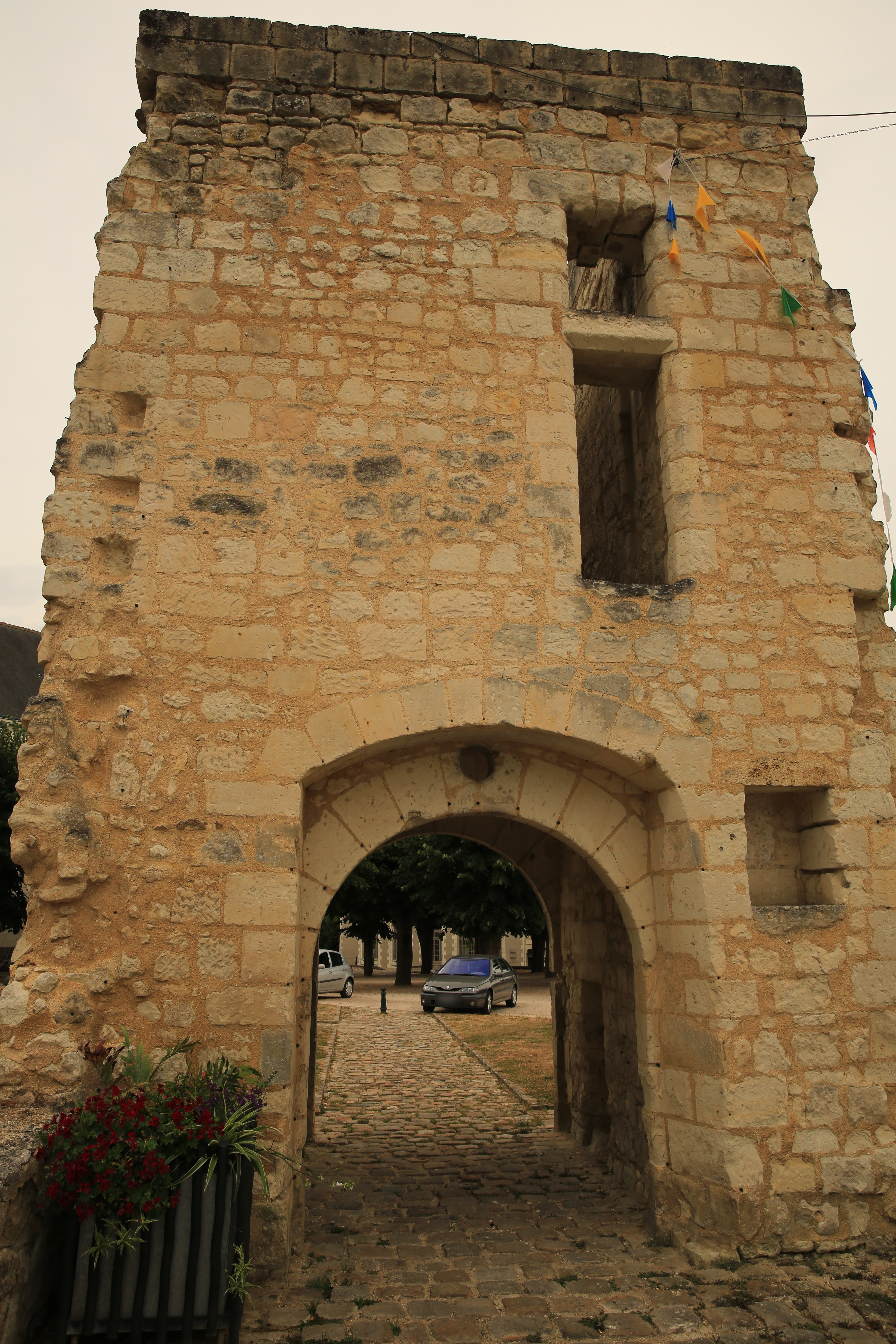
Tour d'entrée.
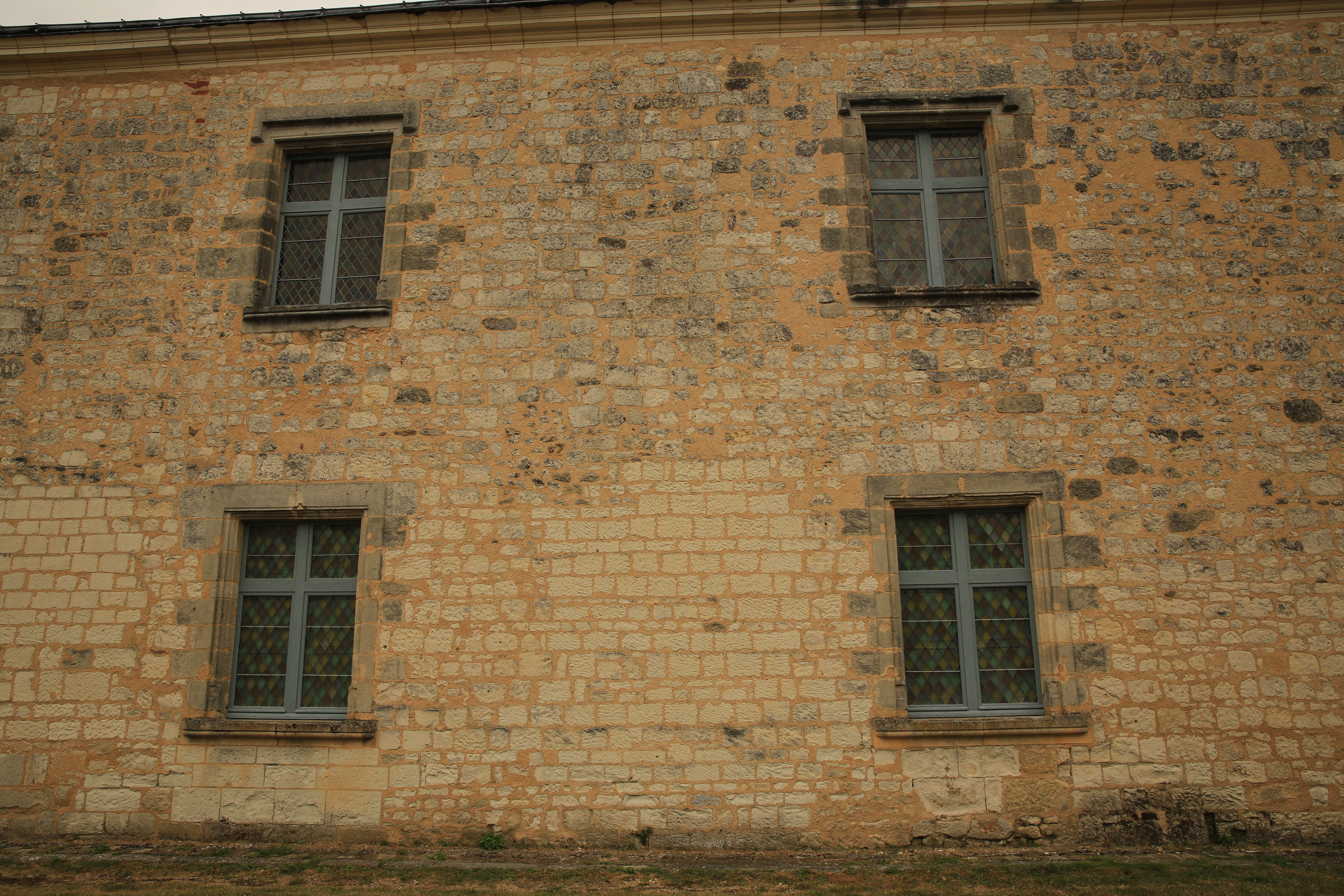
Façade.

## Pour approfondir